# Ediciones Siruela
Ediciones Siruela est une maison d'édition espagnole fondée en 1982 par Jacobo Siruela. Elle a son siège social à Madrid.
En 2000, la maison est acquise par Germán Sánchez Ruipérez, alors propriétaire du Grupo Anaya. 

## Présentation
Parmi les auteurs les plus en vue[Selon qui ?] figurent Italo Calvino, Bruno Schulz, Alejandro Jodorowsky, Jostein Gaarder, Fred Vargas, Clarice Lispector, Karl Schlögel ou encore Juan Eduardo Cirlot.
Ediciones Siruela a aussi publié des livres pour enfants d'auteurs tels que Jordi Sierra i Fabra, Cornelia Funke, Andrés Barba, César Fernández García, Jostein Gaarder ou Henning Mankell.